# Kabinett Dombrovskis II
Das Kabinett Dombrovskis II löste am 3. November 2010 das erste Kabinett Dombrovskis in Lettland ab.
Die Koalition bestand aus dem konservativen Bündnis Einheit (V), welches aus der wirtschaftsliberalen Partei von Ministerpräsident Dombrovskis Neue Zeit (JL), der konservativen Bürgerunion (PS) und der sozialliberalen Gesellschaft für eine andere Politik (SCP) bestand, sowie aus dem Bündnis der Grünen und Bauern (ZZS), welches wiederum aus der Mitte-rechts-Partei Bauernverband (LZS) und den Grünen (LZP) besteht.
Ursprünglich sollte die Koalition auch das nationalistische Bündnis der Nationalen Allianz (NA) umfassen. Da dies jedoch überwiegend (6 von 8 Sitzen) von der rechtsextremen Partei Alles für Lettland dominiert wurde und die bisherige nationalkonservative Regierungspartei Vaterland und Freiheit (TB/LNNK) nur noch über zwei Mandate verfügt, drängten vor allem die Liberalen (SCP) in der Koalition auf einen Ausschluss der Allianz aus der Koalition. Dombrovskis gab dem Drängen nach und verzichtete auf die Aufnahme der Allianz in die Koalition. Trotzdem stimmten die Abgeordneten der Nationalen Allianz im Parlament für das neue Kabinett Dombrovskis.
| Ressort                                              | Name                     | Partei |
| ---------------------------------------------------- | ------------------------ | ------ |
| Ministerpräsident                                    | Valdis Dombrovskis       | JL     |
| Stellvertretender Ministerpräsident Verteidigung     | Artis Pabriks            | SCP    |
| Auswärtiges                                          | Ģirts Valdis Kristovskis | PS     |
| Wirtschaft                                           | Artis Kampars            | JL     |
| Finanzen                                             | Andris Vilks             | PS     |
| Inneres                                              | Linda Mūrniece           | JL     |
| Bildung und Wissenschaft                             | Rolands Broks            | LZS    |
| Kultur                                               | Sarmīte Ēlerte           | PS     |
| Soziales                                             | Ilona Jurševska          | PS     |
| Regionale Entwicklung und kommunale Selbstverwaltung | Valdis Dombrovskis       | JL     |
| Verkehr                                              | Uldis Augulis            | LZS    |
| Justiz                                               | Aigars Štokenbergs       | SCP    |
| Gesundheit                                           | Juris Bārzdiņš           | ZZS    |
| Umwelt                                               | Raimonds Vējonis         | LZP    |
| Landwirtschaft                                       | Jānis Dūklavs            | LZS    |